# Cristina Serrano Mateo
Cristina Serrano Mateo (Callosa de Segura, 29 d'abril de 1968) és una política valenciana, diputada a les Corts Valencianes de la VI legislatura.
És llicenciada en dret a la Universitat d'Alacant. Ha estat professora de comptabilitat a la Universitat Miguel Hernández d'Elx. Militant del Partido Popular, ha treballat a la Generalitat Valenciana com a Interventora Tresorera de l'administració local (1994-1996), com a inspectora de serveis de la Generalitat Valenciana (1996-1997), com a secretària general de la Conselleria d'Economia, Hisenda i Administració Pública de la Generalitat Valenciana (1997-1998), Subdirectora del gabinet del President de la Generalitat Valenciana (1998-1999) i com a secretària de la conselleria d'Economia, Hisenda i Ocupació de la Generalitat Valenciana (1999-2003).
Fou escollida diputada a les eleccions a les Corts Valencianes de 2003, però renuncià als pocs mesos per ser nomenada subsecretària d'habitatge conselleria de Medi Ambient, on seria persona de confiança dels consellers Rafael Blasco Castany i Juan Cotino Ferrer. El 2011 es va veure embolicada en un escàndol per les despeses del Consell. Posteriorment ha estat assessora d'Economia i Hisenda de l'ajuntament de Gandia i en 2014 tornà a la seva plaça de tresorera a l'ajuntament d'Oriola.